# Bryocorinae
Bryocorinae (лат.) — подсемейство полужесткокрылых из семейства слепняков (Miridae).

## Описание
Клопы округлой или удлинённой формы. Воротник переднегруди хорошо развит. Третий сегмент лапок утолщен.

## Экология
Представители трибы Bryocorini являются фитофаги питаются папоротниками. Некоторые виды — опасные вредители, в том числе декоративных растений (Halticotoma valida), орхидей (Tenthecoris), фасоли (Pycnoderes quadrimaculatus), какао (Distantiella theobroma и Sahlbergella singleis). Хищниками являются виды трибы Dicyphini. Виды Nesidiocoris tenuis и Macrolophus melanotoma используются для борьбы с белокрылками.

## Классификация
Подсемейство разделяют на пять триб и около 200 родов и около 1000 видов.
- Bryocorini  Baerensprung 1860
- Dicyphini  Reuter, 1883
- Eccritotarsini  Berg, 1884
- Felisacini  Namyatova, Konstantinov & Cassis, 2016
- Monaloniini  Reuter 1892

## Палеонтология
Древнейший представитель подсемейства Miomonalonion conoidifrons обнаружен в отложениях хемингфордского яруса миоцена в Калифорнии (20,43—15,97 млн лет).

## Распространение
Космополитное подсемейство, наибольшее видовое богатство в тропических и субтропических зонах. Наиболее широко распространённым видом является Nesidiocoris tenuis.